# Gramatyka kombinatoryczna
Gramatyka kombinatoryczna – gramatyka formalna bez ograniczeń na postać reguł. W hierarchii Chomskiego jest to gramatyka typu 0. Generuje język rekurencyjnie przeliczalny.
Inne nazwy tego rodzaju gramatyki to: gramatyka rekurencyjnie przeliczalna, gramatyka struktur fazowych, gramatyka bez ograniczeń.